# Гамма-код Элиаса
Гамма-код Элиаса — это универсальный код для кодирования положительных целых чисел, разработанный Питером Элиасом. Он обычно используется при кодировании целых чисел, максимальное значение которых не может быть определено заранее.

## Описание алгоритма
Чтобы закодировать число:
1. Записать его в двоичной форме.
2. Перед двоичным представлением числа дописать нули. Количество нулей на единицу меньше количества битов двоичного представления числа.

Аналогичный способ описания этого процесса:
1. Выделить из целого числа старший значащий бит (самую большую степень 2, которую число включает — 2N) и младшие N бит.
2. Записать N в унарном коде; то есть N нолей, за которыми следует единица.
3. Дописать N младших двоичных цифр числа следом за этим унарным кодом.

Начало кодирования:
| Число | Значение | Кодирование | Предполагаемая вероятность |
| ----- | -------- | ----------- | -------------------------- |
| 1     | 20 + 0   | 1           | 1/2                        |
| 2     | 21 + 0   | 0 1 0       | 1/8                        |
| 3     | 21 + 1   | 0 1 1       | 1/8                        |
| 4     | 2² + 0   | 00 1 00     | 1/32                       |
| 5     | 2² + 1   | 00 1 01     | 1/32                       |
| 6     | 2² + 2   | 00 1 10     | 1/32                       |
| 7     | 2² + 3   | 00 1 11     | 1/32                       |
| 8     | 2³ + 0   | 000 1 000   | 1/128                      |
| 9     | 2³ + 1   | 000 1 001   | 1/128                      |
| 10    | 2³ + 2   | 000 1 010   | 1/128                      |
| 11    | 2³ + 3   | 000 1 011   | 1/128                      |
| 12    | 2³ + 4   | 000 1 100   | 1/128                      |
| 13    | 2³ + 5   | 000 1 101   | 1/128                      |
| 14    | 2³ + 6   | 000 1 110   | 1/128                      |
| 15    | 2³ + 7   | 000 1 111   | 1/128                      |
| 16    | 24 + 0   | 0000 1 0000 | 1/512                      |
| 17    | 24 + 1   | 0000 1 0001 | 1/512                      |
| …     |          |             |                            |

Распределение предполагаемых вероятностей для кодов добавлено для ясности.
Чтобы декодировать закодированное гамма-кодом Элиаса число следует:
1. Считать все нули, встречающиеся до первой 1. Пусть N — количество этих нулей.
2. Принимая во внимание единицу, которая станет первым (самая значащим) битом целого числа, со значением 2N, считать оставшиеся N цифр целого числа.

Гамма-кодирование используется в приложениях, где самое большое значение не может быть известно заранее, или чтобы сжать данные, в которых маленькие значения встречаются более часто чем большие.

## Обобщение
Гамма-кодирование не подходит для кодирования нулевых значений или отрицательных чисел. Один из способов закодировать ноль — прибавить ко всем числам 1 до кодирования и отнять после декодирования. Другой способ — приписать в начале любого ненулевого кода 1 , а затем кодировать ноль как простой 0. Единственный способ закодировать все целые числа — перед началом кодирования установить биекцию (соответствие), отображая целые числа из (0, 1, −1, 2, −2, 3, −3, …) в (1, 2, 3, 4, 5, 6, 7, …).

## Пример программного кода
```
// Кодирование

void
 
eliasGammaEncode
(
char
*
 
source
,
 
char
*
 
dest
)

{

     
IntReader
 
intreader
(
source
);

     
BitWriter
 
bitwriter
(
dest
);

     
while
(
intreader
.
hasLeft
())

     
{

      
int
 
num
 
=
 
intreader
.
getInt
();

      
int
 
l
 
=
 
log2
(
num
);

      
for
 
(
int
 
a
=
0
;
 
a
 
<
 
l
;
 
a
++
)

      
{
       

          
bitwriter
.
putBit
(
false
);
 
//поместить нули, чтобы показать, сколько бит будут следовать

      
}

      
bitwriter
.
putBit
(
true
);
 
//пометить конец нолей

      
for
 
(
int
 
a
 
=
 
l
-1
;
 
a
 
>=
 
0
;
 
a
--
)
 
//записать биты как простые двоичные числа

      
{

          
if
 
(
num
 
&
 
(
1
 
<<
 
a
))

             
bitwriter
.
putBit
(
true
);

          
else

             
bitwriter
.
putBit
(
false
);

      
}

     
}

     
intreader
.
close
();

     
bitwriter
.
close
();

}

// Декодирование

void
 
eliasGammaDecode
(
char
*
 
source
,
 
char
*
 
dest
)

{

     
BitReader
 
bitreader
(
source
);

     
BitWriter
 
bitwriter
(
dest
);

     
int
 
numberBits
 
=
 
0
;

     
while
(
bitreader
.
hasLeft
())

     
{

        
while
(
!
bitreader
.
getBit
()
 
||
 
bitreader
.
hasLeft
())
numberBits
++
;
 
//продолжить чтение пока не встретится единица...

        
int
 
current
 
=
 
0
;

        
for
 
(
int
 
a
=
0
;
 
a
 
<
 
numberBits
;
 
a
++
)
 
//прочитать numberBits битов

        
{

            
if
 
(
bitreader
.
getBit
())

               
current
 
+=
 
1
 
<<
 
a
;

        
}

        
//записать его как 32-битное число

 

        
current
 
=
 
current
 
|
 
(
 
1
 
<<
 
numberBits
 
)
 
;
//последний бит не декодируется!

        
for
 
(
int
 
a
=
0
;
 
a
 
<
 
32
;
 
a
++
)
 
//прочитать numberBits битов

        
{

            
if
 
(
current
 
&
 
(
1
 
<<
 
a
))

               
bitwriter
.
putBit
(
true
);

            
else

               
bitwriter
.
putBit
(
false
);

        
}

     
}

}

```